# Mark Coleman
Mark Daniel Coleman (Fremont, 20 dicembre 1964) è un ex lottatore di arti marziali miste e di lotta libera statunitense.
Nella lotta ha avuto una grande carriera sia a livello collegiale che olimpico (ha infatti partecipato ai Giochi di Barcellona 1992), mentre nella sua carriera nelle MMA ha combattuto sia nella Ultimate Fighting Championship che nella Pride Fighting Championships.
Ha vinto i tornei UFC 10 e UFC 11, è stato il primo campione dei pesi massimi UFC ed è stato campione del torneo Pride Open Weight Grand Prix nel 2000. All'evento UFC 82 è stato introdotto nella UFC Hall of Fame. Le vittorie più importanti della sua carriera sono avvenute contro Mauricio Rua, Ihor Vovčančyn, Don Frye (due volte) e l'altro Hall of famer Dan Severn.
Coleman è famoso per aver provato l'abilità dei wrestler nel dominare in uno sport, all'epoca ancora in via di sviluppo, come le arti marziali miste e per essere stato uno dei primi atleti in America ad usare con successo la tecnica "ground and pound": infatti è conosciuto con il soprannome di "Godfather (padrino) of Ground & Pound".

## Risultati nelle arti marziali miste
| Risultato | Record | Avversario               | Metodo                                      | Evento                                    | Data              | Round | Tempo | Città                    | Note                                                                         |
| --------- | ------ | ------------------------ | ------------------------------------------- | ----------------------------------------- | ----------------- | ----- | ----- | ------------------------ | ---------------------------------------------------------------------------- |
| Sconfitta | 16–10  | Randy Couture            | Sottomissione tecnica (rear naked choke)    | UFC 109: Relentless                       | 6 febbraio 2010   | 2     | 1:09  | Las Vegas, Stati Uniti   |                                                                              |
| Vittoria  | 16–9   | Stephan Bonnar           | Decisione (unanime)                         | UFC 100                                   | 11 luglio 2009    | 3     | 5:00  | Las Vegas, Stati Uniti   |                                                                              |
| Sconfitta | 15–9   | Mauricio Rua             | KO Tecnico (pugni)                          | UFC 93: Franklin vs. Henderson            | 17 gennaio 2009   | 3     | 4:36  | Dublino, Irlanda         | Passa ai Pesi Mediomassimi                                                   |
| Sconfitta | 15–8   | Fedor Emelianenko        | Sottomissione (armbar)                      | Pride 32: The Real Deal                   | 21 ottobre 2006   | 2     | 1:15  | Las Vegas, Stati Uniti   |                                                                              |
| Vittoria  | 15–7   | Mauricio Rua             | KO Tecnico (infortunio al braccio)          | Pride 31: Unbreakable                     | 26 febbraio 2006  | 1     | 0:49  | Saitama, Giappone        |                                                                              |
| Vittoria  | 14–7   | Milco Voorn              | Sottomissione (triangolo di braccio)        | Bushido Europe: Rotterdam Rumble          | 9 ottobre 2005    | 1     | 0:56  | Rotterdam, Paesi Bassi   |                                                                              |
| Sconfitta | 13–7   | Mirko Filipović          | KO (pugni)                                  | Pride 29: Fists of Fire                   | 20 febbraio 2005  | 1     | 3:40  | Saitama, Giappone        |                                                                              |
| Sconfitta | 13–6   | Fedor Emelianenko        | Sottomissione (armbar)                      | Pride Total Elimination 2004              | 25 aprile 2004    | 1     | 2:11  | Saitama, Giappone        | Pride 2004 Heavyweight Grand Prix, Primo turno                               |
| Vittoria  | 13–5   | Don Frye                 | Decisione (unanime)                         | Pride 26: Bad to the Bone                 | 8 giugno 2003     | 3     | 5:00  | Yokohama, Giappone       |                                                                              |
| Sconfitta | 12–5   | Antônio Rodrigo Nogueira | Sottomissione (armbar triangolare)          | Pride 16: Beasts From the East            | 24 settembre 2001 | 1     | 6:10  | Osaka, Giappone          |                                                                              |
| Vittoria  | 12–4   | Allan Goes               | KO Tecnico (ginocchiate)                    | Pride 13: Collision Course                | 25 marzo 2001     | 1     | 1:19  | Saitama, Giappone        |                                                                              |
| Vittoria  | 11–4   | Ihor Vovčančyn           | KO Tecnico (sottomissione alle ginocchiate) | Pride Grand Prix 2000 Finals              | 1º maggio 2000    | 2     | 3:09  | Tokyo, Giappone          | Vince il torneo Pride 2000 Openweight Grand Prix                             |
| Vittoria  | 10–4   | Kazuyuki Fujita          | KO Tecnico (stop medico)                    | Pride Grand Prix 2000 Finals              | 1º maggio 2000    | 1     | 0:02  | Tokyo, Giappone          | Pride 2000 Openweight Grand Prix, Semifinale                                 |
| Vittoria  | 9–4    | Akira Shoji              | Decisione (unanime)                         | Pride Grand Prix 2000 Finals              | 1º maggio 2000    | 1     | 15:00 | Tokyo, Giappone          | Pride 2000 Openweight Grand Prix, Quarti di finale                           |
| Vittoria  | 8–4    | Masaaki Satake           | Sottomissione (neck crank)                  | Pride Grand Prix 2000 Opening Round       | 30 gennaio 2000   | 1     | 1:14  | Tokyo, Giappone          | Pride 2000 Openweight Grand Prix, Primo turno                                |
| Vittoria  | 7–4    | Ricardo Morais           | Decisione (unanime)                         | Pride 8                                   | 21 novembre 1999  | 2     | 10:00 | Tokyo, Giappone          |                                                                              |
| Sconfitta | 6–4    | Nobuhiko Takada          | Sottomissione (heel hook)                   | Pride 5                                   | 29 aprile 1999    | 2     | 1:44  | Nagoya, Giappone         | Debutto in Pride                                                             |
| Sconfitta | 6–3    | Pedro Rizzo              | Decisione (non unanime)                     | UFC 18: The Road to the Heavyweight Title | 8 gennaio 1999    | 1     | 15:00 | New Orleans, Stati Uniti |                                                                              |
| Sconfitta | 6–2    | Pete Williams            | KO (calcio alla testa)                      | UFC 17: Redemption                        | 15 maggio 1998    | 1     | 12:38 | Mobile, Stati Uniti      |                                                                              |
| Sconfitta | 6–1    | Maurice Smith            | Decisione (unanime)                         | UFC 14: Showdown                          | 27 luglio 1997    | 1     | 21:00 | Birmingham, Stati Uniti  | Perde il titolo dei Pesi Massimi UFC                                         |
| Vittoria  | 6–0    | Dan Severn               | Sottomissione (neck crank)                  | UFC 12: Judgement Day                     | 7 febbraio 1997   | 1     | 2:57  | Dothan, Stati Uniti      | Vince il titolo dei Pesi Massimi UFC, unificato con il titolo Superfight UFC |
| Vittoria  | 5–0    | Brian Johnston           | KO Tecnico (sottomissione ai colpi)         | UFC 11: The Proving Ground                | 20 settembre 1996 | 1     | 2:20  | Augusta, Stati Uniti     | Torneo UFC 11, Semifinale. Vince il torneo per abbandono del finalista       |
| Vittoria  | 4–0    | Julian Sanchez           | Sottomissione (strangolamento)              | UFC 11: The Proving Ground                | 20 settembre 1996 | 1     | 0:45  | Augusta, Stati Uniti     | Torneo UFC 11, Quarti di finale                                              |
| Vittoria  | 3–0    | Don Frye                 | KO Tecnico (pugni)                          | UFC 10: The Tournament                    | 12 luglio 1996    | 1     | 11:34 | Birmingham, Stati Uniti  | Vince il Torneo UFC 10                                                       |
| Vittoria  | 2–0    | Gary Goodridge           | KO Tecnico (resa)                           | UFC 10: The Tournament                    | 12 luglio 1996    | 1     | 7:00  | Birmingham, Stati Uniti  | Torneo UFC 10, Semifinale                                                    |
| Vittoria  | 1–0    | Moti Horenstein          | KO Tecnico (sottomissione ai pugni)         | UFC 10: The Tournament                    | 12 luglio 1996    | 1     | 2:43  | Birmingham, Stati Uniti  | Torneo UFC 10, Quarti di finale                                              |